# Орсини
Орсѝни (на италиански: Orsini) са сред най-старите благороднически семейства в Рим, Италия и Европа. Имащи многобройни линии, те се радват на славно минало поради власт и богатство, на родствени връзки с различни кралски семейства в Европа и на това, че дават папи и кардинали на Католическата църква, както и сенатори, гонфалониери и оръженосци и държавници на град Рим, Папската държава и Кралство Неапол. 
Римско папско семейство, съществуващо и днес, чиито членове се ползват с титлите на римски принцове, принцове на S.R.I. и принцове-помощници на Папския престол, Орсини дават трима папи: Целестин III (Джачинто ди Бобоне Орсини), Николай III (Джовани Гаетано Орсини) и Бенедикт XIII (Пиетро Франческо Орсини). Автентични архитекти на папската политика, по време на пленничеството в Авиньон те се сблъскват с интересите на семейство Колона, което поражда известно съперничество, което приключва едва през 1511 г. чрез папа Юлий II и с брака между двете семейства.
Те имат множество титли и владения, включително титлите на принцове на Аматриче, Бомарцо, Понтичели, Монтеротондо, Рокагорга, Солофра, Валата, Вазанело, Виковаро и Таранто, херцози на Амалфи, Брачано и Гравина, графове на Казерта, Муро Лукано, Нола, Питиляно и Талякоцо, владетели на Муняно, Пена и Сориано нел Чимино, префекти на Рим, гонфалониери на Църквата, принцове-помощници на Папския престол, велики конетабли и велики канцлери на Кралство Неапол. Наградени са с ордените на Златното руно, Тевтонския орден и Светия дух. Представители на рода са и деспотите на Епир Николай Орсини (1318 – 1323) и Йоан II Орсини (1323 – 1335).
Многобройните връзки на различните клонове на семейството, установени през вековете с различните управляващи домове в Европа, потвърждават отношението към Орсини като принцове по кръв и суверенни принцове.

## История

### Произход
Според исторически и археологически доказателства произходът на семейство Орсини датира от 333 г. сл. н. е. и има за свой родоначалник някой си Орсицин – генерал на император Констант, който, отстранен от длъжност за клевета, е заточен в Рим, където дава началото на Дом Орсини. Но още през 598 г. сл. н. е. семейство Орсини, наричано още de filiis Ursis, започва да става известно. Отново въз основа на исторически проучвания се посочва, че папите Стефан II и Павел I са част от семейството.
Генеалогичните реконструкции, датиращи от Ренесанса, споменават като основател на династията някой си Орсо – римски благородник, женен два пъти и баща на петима сина. От първия му брак се раждат Джордано и Костанцо, а от втория Амалрико, Амедео и Панталеоне. Римската линия идва от Костанцо, докато пиемонтската линия идва от Амалрико. Същите родословия показват, че германските династии Анхалт и Баден и бохемската династия Розенберг са част от семейството.
Семейство Орсини е потомък на семейство Бобоне, което се появява в документи от началото на X век. Всъщност в документите те почти винаги се споменават с двойното фамилно име Орсини-Бобоне, а някои членове дори заместват фамилното име, почти сякаш за да означат, че са от едно и също семейство. Първата несъмнено генеалогична нишка на Орсини обаче започва от някой си Бобоне, живял през първата половина на XII век и баща на Пиетро († сл. 1159), от своя страна баща на Джачинто Бобоне-Орсини (̈* ок. 1106, † 1198) – бъдещ папа Целестин III. Целестин III е архитектът на богатството на династията. Направен кардинал дякон от Целестин II през 1144 г., той се издига на папския трон през 1191 г. Изживява сериозна криза с император Хайнрих VI, който провежда изключително агресивна политика спрямо Църквата. Той е и първият папа, който провежда непотистична политика в почти научна форма. Той прави кардинали двама свои племенници и през 1191 г. позволява на братовчед си Джовани, известен като Джангаетано (†  сл. 1232), да купи феодите Личенца, Нетуно, Рокаджовине и Виковаро. Тези владения представляват първото ядро на териториалната власт на семейството.  

### Матео Росо Велики
От Джангаетано († сл. 1232) фамилното име Бобоне е изгубено и децата му са определени като de domo filiorum Ursi. Две от тях – Наполеоне (док. 1189 – 1218) и Матео Росо (* 1178, † 1246), значително повишават престижа и силата на семейството. Наполеоне, основателят на Първата южна линия, която изчезва през 1553 г. с Камило Пардо, получава град Манопело, по-късно издигнат в графство, и е гонфалониер на Църквата. Матео Росо, известен като Великият, остава в римската орбита, сблъсквайки се с други семейства за контрол над града. През 1241 г. той побеждава императорските войски, ставайки абсолютен господар на Рим за около две години с позицията на сенатор. Неговите синове и брат му Наполеоне също са сенатори. В този период от време той гони семейство Колона от Рим и окончателно поставя Орсини в орбитата на  гвелфите. Териториите, контролирани от семейството, се простират на юг почти до Авелино и на север до Питиляно. 
Матео Росо има около десетина сина, между които разделя феодите: Джентиле I († пр. 1246) дава началото на линията на Питиляно и на Втората южна линия, Риналдо (док. 1286) – на линията на Монтеротондо, Наполеоне († сл. 1262) – на линията на Брачано, а един друг Матео Росо – на линията на Монтеджордано. Негов син е и кардинал Джордано († 1287). Сред синовете му обаче най-много се отличава Джовани Гаетано (* ок. 1216, † 1280) – папа Николай III. Отначало той подкрепя Шарл I Анжуйски срещу Хоенщауфен, а по-късно, след като е избран за папа, провежда антифренска политика. Николай III също провежда силно непотистична политика, като прави своя племенник Бертолдо ( † 1289), граф на Романя, както и двама племенници и един брат кардинали. През 1280 г., подкрепяйки мира между Рудолф I и Шарл I, той постига забележителен дипломатически успех: папата, след години на затъмнение, се завръща на преден план като арбитър на международната политика. Смъртта му не попречва на възхода на династията. Издигането му до папа с името Николай III през 1287 г. издига семейство Орсини с това на Колона до най-високото ниво на властта. Орсини стават поддръжници и водачи на голяма фракция, силна в държавата и мощна в Църквата.
```
Матео Росо
, нар. Велики (1178-1246), римски аристократ, господар на 
Виковаро
, 
Личенца
, 
Бардела
, 
Канталупо
, 
Рокаджовине
, 
Галера
, 
Форнело
, Кастел 
Сант Анджело
, 
Тиволи
, 
Нетуно
, 
Чивитела
, 
Бомарцо
, 
Сан Поло
 и 
Кастелфоля
, господар на 
Нерола
 (1235); господар на 
Муняно
, 
Сантанджело
 и 
Монтеротондо
; господар на 
Рим
 (1241-1243)
 │ ∞ (1) Перна, дъщеря на Джовани ди Крешенцо Гаетани  
 │ ∞ (2) Джема, дъщеря наследница на Одоне Монтичели, господар на Чивитела
 │ ∞ (3) Джована дел Акуила, вероятна дъщеря на Руджеро, граф на 
Фонди
, и племенница на 
Тома Аквински

 │
 ├─>(от 1) Джовани Гаетано (+ 1280), римски сенатор (1241-1243), 
папа
 
Николай III
 (1275) 
 │
 ├─>(от 1) 
Джордано
 (+ 1287), 
кардинал
 (1278)
 │
 ├─>(от 1) 
Джентиле I
 (+ 1246), господар на 
Муняно
, 
Пена
, 
Нетуно
 и 
Питиляно
 ──>Втора южна линия
 │    ∞ Костанца
 │
 ├─>(от 1) 
Матео Росо
, нар. от Монтеджордано (+ 1282), римски сенатор (1279), 
подест
 на 
Сиена
 (1281). 
 │
 ├─>(от 1) 
Наполеоне II
 (+ сл. 1262) ──>Линия на Брачано 
 │
 ├─>(от 1) 
Риналдо
 (+ сл. 1267/1286) ──>Линия на Монтеротондо
 │
 ├─>(от 1) Мабилия (+ 1294), римска аристократка
 │ ∞ Анджело Малабранка, римски аристократ
 │
 ├─>(от 3) Рикардо (+ сл. 1304), римски аристократ
 │
 ├─>Мариола, римска аристократка
 │ ∞ Шипионе де Стинки, господар на Тревиняво
 │
 ├─>Руджеро, римски аристократ
 │
 └─>Джакомо, римски аристократ, chanoine.
```

С течение на времето Орсини са наричани по различни начини въз основа на името на мястото им на пребиваване в Рим: Орсини де Монте са жители на Монте Джордано (линии на Брачано, Монтеротондо и Питиляно), Орсини де Кампо са жители на Кампо дей Фиори (линии на Личенца, Манопело, Талякоцо и Виковаро) и Орсини де Понте, живеещи в замъка Сант Анджело близо до едноименния мост (линии на Сориано).
След Бертолдо († 1289), който е граф на Романя, политиката на разширяване на властта на семейството е продължена от сина му Джентиле II (* 1250, † 1318). Той става сенатор на Рим няколко пъти, подест е на Витербо и през 1314 г. заема длъжността на велик съдия на Кралство Неапол – една от седемте големи служби на кралството. Жени се за Клариса Руфо – дъщеря на графа на Катандзаро, като по този начин се съюзява с най-висшата калабрийска династия. 
Неговият син Романо (* 1268, † 1327), наречен Романело, е кралски викарий на Рим през 1326 г. и наследява Графство Сована от брака си с Анастасия дьо Монфор, внучка на Елеонора Английска. И в този период, характеризиращ се с Авиньонското папство, политиката на Романо е ясно гвелфска. При смъртта си той разделя феодалното владение между двамата си сина, като по този начин създава Втората южна линия и тази на Питиляно.

### Други линии на Орсини

#### Втора южна линия и принцове на Таранто
Роберто Орсини (* 1295, † 1345) – най-големият син на Романо (наречен Романело), се жени за Звева дел Балцо, дъщеря на Угоне, граф на Солето и велик  сенешал на Кралство Неапол, принадлежаща към най-могъщото южно благородническо семейство, свързано с Анжуйската и Арагонската династии – от тук и Орсини дел Балцо. От неговите синове Джакомо (̈† 1379) е направен кардинал от папа Григорий XI през 1371 г. и продължава успешната династична брачна политика, докато Никола (* 1331, † 1399) получава получава графствата Ариано и Челано. Той също така е сенатор на Рим и увеличава семейните територии в Лацио и Тоскана. 
Вторият син на Никола, Раймондо Орсини дел Балцо (* ок. 1350/55, † 1406), наречен Раймондело, съпруг на Мария д’Ангиен от Лече, подкрепя държавния преврат на Шарл III Анжуйски-Драчки срещу Джована I Анжуйска, оставайки в отлични отношения с краля. Неговият наследник Ладислав Анжуйски-Драчки променя отношението си, опитвайки се да ограничи властта на своите феодали. Ситуацията се влошава през 1403 г., когато кралят става обект на заговор, в който са замесени големите семейства на кралството. Сансеверино са унищожени, Руфо претърпяват множество конфискации и Раймондело трябва да се изправи пред война, на която успява да устои. През 1407 г. вдовицата му Мария д'Ангиен е принудена да се омъжи за Ладислав, който конфискува нейните феоди. След смъртта на Ладислав на трона се възкачва сестра му Джована II Анжуйска-Драчка. Отношенията между наследниците на Раймондело и кралицата са много студени, но нещата се променят, когато благодарение на намесата на войските на Мария д'Ангиен и на нейния син Джовани Антонио (Джанантонио) Орсини дел Балцо (* 1386, 1393 или 1341, † 1463) опитът за узурпация на Жак II дьо Бурбон-Ла Марш се проваля. Кралицата, за да изплати дълга си, връща Княжество Таранто на Джовани Антонио, който се смята за най-могъщия неаполитански феодал от XV век.
С идването на власт на Серджани (Джовани) Карачоло – любовник на кралицата и велик сенешал на кралството, отношенията с Орсини се подобряват все повече и повече, дотолкова че по-малкият брат на Джанантонио, Габриеле († 1453), се жени за неговата дъщеря Мария. Карачоло убеждава кралицата да номинира Алфонсо V Арагонски за свой наследник за сметка на Луи III Валоа-Анжуйски, подкрепян от папа Мартин V. По-нататъшните събития карат кралицата да е благосклонна към Луи, но Орсини продължават да подкрепят Арагонците. След смъртта на Серджани профренската партия се налага и Джовани Антонио се изправя пред идването на Луи III. Той е спасен само от смъртта на Луи. Междувременно Джована също умира и Орсини е възнаграден от Алфонсо V с Херцогство Бари, с позицията на велик  конетабъл и с дарение от 100 хил. дуката. Джовани Антонио също е верен на Фердинанд I Арагонски – наследника на Алфонсо V, който обаче го убива, след като се присъединява към заговора на бароните. Джовани Антонио няма законни деца, а само извънбрачни, поради което наследствената ос преминава към кралската държавна собственост.

#### Линия на Питиляно
Гуидо Орсини († 1348) е вторият син на Романо (наречен Романело). При разделянето на имуществото той наследява Графство Соана (днешна Сована). Той и неговите потомци, заедно с братовчеди от южната линия, управляват феодите Нола, Питиляно и Соана със системата на асоцииране, типична за римските баронски семейства. В началото на XV век избухва съперничество със Сиенската република и семейство Колона, което води до загубата на много територии. Между 1406 и 1410 г. внукът на Гуидо, Бертолдо († 1417), губи почти всичките си владения, успявайки да си върне само Питиляно. Орсо († 1479) – внук, може би незаконен, на Бертолдо, е граф на Нола и води живота на наемник на заплатата на херцога на Милано и Венецианската република. По-късно преминава на служба при Фердинанд I Арагонски, но не участва в заговора на бароните, така че суверенът го възнаграждава с феодите Асколи и Атрипалда. Той участва в Тосканската кампания от 1478 г. и присъства при обсадата на Витербо, където губи живота си.
Най-представителното лице на тази линия е граф Николо III (* 1442, † 1510), велик кондотиер. Започва кариерата си в служба на Якопо Пичинино, след което се поставя на заплата на Флорентинската република срещу Фердинанд I, който подкрепя заговора на Паци. Той също така участва във Войната на солта от 1482 г. и в обсадата на Нола през 1494 г. Веднага след това се поставя на заплатата на Венецианската република с ранг генерал-капитан на силите на републиката, отличавайки се при превземането на Кремона. След това винаги остава на служба при венецианците. През 1509 г. е главно отговорен за венецианското поражение в битката при Анядело. Неговият син Лудовико (Луиджи) (* 1470, † 1534) и неговият племенник Енрико участват във войните между французите и испанците, преминавайки небрежно от един лагер в друг. Две от дъщерите на Лудовико сключват знаменити бракове: Джеролама (* 1504, † 1569) се омъжва за Пиер Луиджи II Фарнезе, а Марция († 1548) – за Джан Джакомо Медичи, маркиз на Мариняно.
Упадъкът на линията на Питиляно започва с граф Лудовико († 1534). Той губи Нола и е принуден да приеме върховенството на Сиенската република над Питиляно. През 1555 г. синът му Джован Франческо (* 1510, † 1567) прави акт на подчинение на Великия херцог на Тоскана и пренася семейните резиденции в Рим и Флоренция. Впоследствие граф Алесандро († 1604) претендира да наследи владенията на клона на Монтеротондо, но папа Григорий XIII се противопоставя. През 1604 г. неговият син Джанантонио (* 1569, † 1613) продава Графство Питиляно на Великия херцог на Тоскана Фердинандо I де Медичи. В замяна получава Маркграфство Монте Сан Савино. Орсини от Питиляно, последните потомци на рода Джентиле, изчезват през 1640 г. с Алесандро.
```
 │
Гуидо
 († 1348), 1-ви граф на Питиляно
 │ ∞ Агостина, 
дъщеря на Герардо I дела Герардеска, граф на 
Доноратико
 и Аделазия
 
 │
 └─>
Алдобрандино
 († 6-5-1384), 2-ри граф на Питиляно и Соана
     │ ∞ Marsobilia,  
дъщеря на пфалцграф Бенедето Гаетани

     │
     └─>
Бертолдо
 († 1417), 3-ти граф на Питиляно 
(губи Соана и купува 
Прочено
 1410)
 
         │ ∞ Аниезе,  
дъщеря на Пиетро, граф на 
Ангуилара

         │
         ├─>Гуидо († 1430), 
отказва се от унаследяването

         │
         └─>
Николо I
 († 1425), 4-ти граф на Питиляно 
             │ ∞ Луиджа Орсини, 
вероятна дъщеря на Джулио, граф на Соана, или на Гуидоне, граф на Ангуилара

             │
             └─>
Алдобрандино II
 († 1472), 5-и граф на Питиляно
                 │ ∞ Бартоломеа, 
дъщеря на 
Карло Орсини
, господар на 
Брачано

                 │
                 ├─>Лудовико († убит от Николо II 1465)
                 │
                 └─>
Николо II
 (1442-1510), 6-и граф на Питиляно и на Нола (1485) 
                     │ ∞ Елена Конти, 
дъщеря на Джакомо от графовете на 
Монталчино

                     │
                     └─>
Лудовико
 († 1534), 7-и граф на Питиляно
                         │ ∞ Джулия, 
дъщеря на Якопо Конти, римски аристократ

                         │
                         └─>
Джован Франческо
 (1510-1567), 8-и граф на Питиляно, 
абдикира
 1558
                             │ ∞ Ерсилия Гаетани, 
дъщеря на Гулиелмо, 3-ти херцог на 
Сермонета

                             │
                             └─>
Николо III
 (1510-1594), 9-ти граф на Питиляно
                                 │ ∞ Ливия Орсини, 
дъщеря на Джовани Антонио Орсини, граф на 
Нерола
 
                                 │
                                 └─>
Алесандро
 († 1604), 10-и граф на Питиляно 
                                     │ ∞ Вирджиния Орсини, 
дъщеря на Енрико, господар на 
Монтеротондо
 
                                     │
                                     └─>
Джанантонио
 (1569-1613), продава Питиляно на 9 юни 1604 г.
```

#### Линия на Монтеротондо
На третия син на Матео Росо Велики, Риналдо (док. 1286), се пада господството на Монтеротондо. От тази привилегирована позиция потомците му участват активно в борбите в Средновековен Рим. Синът му Наполеоне (* ок. 1260, † 1342) е кардинал-дякон с титула на Свети Андрей. Най-малко трима членове на семейството заемат позицията на сенатори на Рим, а много други стават военни. През 1370 г. Франческо (док. 1371) е в услуга на флорентинците във войната срещу Висконти. Орсо († 1424) умира в служба на краля на Неапол в битката при Дзагонара, докато се бие с херцога на Милано. Синовете му Джакомо (Якопо) (* 1424, † 1482) и Лоренцо († 1452) служат в папската, неаполитанската и флорентинските войски. Дъщерята на Джакомо, Клариса (* 1453, † 1488), става съпруга на Лоренцо Великолепни, а нейният син Пиеро II де Медичи се жени за братовчедка ѝ Алфонсина Орсини (* 1472, † 1520), която е баба на Катерина де Медичи. Франчото Орсини (* 1473, † 1534) е номиниран за кардинал от папа Лъв X в консисторията на 1 юли 1517 г.
Най-представителната фигура от този клон е Джовани Батиста (Джамбатиста) Орсини (ок. 1450, † 1503), направен кардинал от папа Сикст IV в консисторията на 15 ноември 1483  г.Той се противопоставя на непотистичната политика на папа Инокентий VIII и е сред поддръжниците на избирането на папа Александър VI, който от надежда за справедливост се превръща в палач на семейството. Папата от рода Борджия преследва целта да създаде държава в рамките на папството, оглавявана от неговия син Чезаре. Между 1500 и 1501 г. той елиминира Риарио от Форли, Малатеста от Римини, Сфорца от Пезаро и Манфреди от Фаенца. През 1502 г. превзема Камерино и Урбино, но когато се прицелва в Болоня, петима от неговите капитани, включително двама Орсини, организират елиминирането му. Изглежда, че вдъхновител на т. нар. Заговор от Маджоне, който се проваля поради дезорганизацията на заговорниците, е самият кардинал Джовани Батиста Орсини. С хитрост Чезаре Борджия залавя заговорниците, които са убити през 1503 г. Същата съдба сполетява и кардинала и много представители на семейството.
В края на XVI век династията запада. Много от нейните членове са замесени в тъжни събития и губят владенията си заради конфискации или са убити. Енрико († 1643) и Франческо (* 1592, † 1650) – последните представители на линията, продават Монтеротондо на семейство Барберини през 1641 г.
```
 │
Риналдо
 († 1286), господар на 
Монтеротондо
 и 
Марино

 │ ∞ Мария, 
дъщеря на Фотребрачо Орсини

 │ ∞ Очиленда
 │
 ├─>...кардинал 
Наполеоне Орсини

 │
 └─> 
Матео
, господар на Монтеротондо, римски сенатор
     │ ∞ Наталеона
     │
     └─> Орсо, нар. 
Орсело
, господар на Монтеротондо
         │ ∞ братовчедка
         │
         └─> 
Джордано
 († 1367), господар на Монтеротондо, римски сенатор, наследник на кардинал Наполеоне Орсини
             │ ∞ Анастазия Орсини, 
дъщеря на Роберто, 2-ри граф на 
Нола

             │
             └─> 
Франческо
, господар на Монтеротондо, римски сенатор
                 │ ∞ Костанца, 
дъщеря на Никола дели 
Алдобрандески

                 │
                 ├─>...
                 │
                 └─> 
Орсо
 († битка при 
Дзагонара
 1424), господар на Монтеротондо
                     │ ∞ Лукреция Конти, 
господарка на Алдобрандино, господар на 
Валмонтоне

                     │
                     └─> 
Джакомо (
Якопо
)(† 1482), господар на Монтеротондо
                         │ ∞ (2) Мадалена Орсини, 
дъщеря на Карло, 6-и граф на 
Талякоцо
 и Алба

                         │
                         └─> Орсо, нар. 
Органтино
 († 1510), господар на Монтеротондо, граф на Сан Валентино (1485-1498 ; 
сестра му 
Клариса
 е съпруга на 
Лоренцо де Медичи (Великолепни)
)
                             │ ∞ Костанца Савели, римска арисократка
                             │
                             └─> 
Франчото
 (1473-1533), господар на Монтеротондо, граф на Сан Валентино (продадено през 1507)
                                 │ ∞ Виоланта Орсини, господарка на Монтелеоне, Орнаро, Монте Сан Джовани
                                 │
                                 └─>
Отавио
, господар на Монтеротондо, поставя 
фидекомес
 за Монтеротондо на 20.8.1552 г.
                                     │ ∞ Порция Орсини, дъщеря на Джентиле от графовете на Питиляно и Нола
                                     │
                                     ├─> 
Франческо
 († 1593), господар на Монтеротондо, 
                                     │   ∞ Франческа Бальони, 
дъщеря на Пиро, господар на Кастелпиеро и Сипичано

                                     │  
                                     ├─>
Леоне
 († 1564), епископ на Фреюс
                                     │
                                     └─>
Енрико
 († 1604), 1-ви маркиз на 
Стимиляно
 (1563), господар на Монтеротондо
                                         │ 
феодът е обявен за ненаследяем и е конфискуван от Апостолическата камара

                                         │ ∞ (1) Джована ди Капуа, 
дъщеря на Бартоломео III, 9-и граф на Алтавила

                                         │ ∞ (2) Диана Савели, 
дъщеря на Онорио, господар на Риняно

                                         │
                                         └─>
Франчото
 (1564-1617), узаконен през 1577 извънбрачен син на папа 
Грегорий XIII
, 
получил законното право да бъде господар на Монтеротондо
                                               
                                             │ ∞ Камила Савели, 
дъщеря на Камило от господарите на 
Арича
 
                                             │
                                             └─>
Енрико
 († 1643), господар на Монтеротондо, който го продава на 
Барберини
 (1626)
```

#### Линия на Брачано
Линията на Брачано произхожда от Наполеоне II († 1262) – друг по-малък син на Матео Росо Велики, който поема Брачано, Нерола и други земи в днешен Северен Лацио. Според семейната традиция той заема поста на сенатор на Рим през 1259 г.
Много членове на този линия заемат различни общински служби в Рим от XIV век заедно с Колона, Савели и Анибалди. В Лацио господарите на Брачано са най-могъщата линия на Орсини. Благодарение на компактността на своите владения, стратегическото им положение и изграждането на крепостта на езерото Брачано, от която могат да контролират достъпа до Рим, това семейство скоро постига привилегирована позиция сред римските благородници. Папа Мартин V е този, който предоставя Брачано като викариат на Карло Орсини († 1445), брат на кардинал Джордано (* 1360/70, † 1438). От неговия син Наполеоне († 1480) – гонфалониер на Църквата и от Франческо Орсини ди Монтеротондо (док. 1371) произхожда Джентиле Вирджинио (* ок. 1445, † 1497) – една от основните фигури на италианската политика в края на XV век. През 1480 г., след смъртта на Наполеоне, Джентиле Вирджинио поема управлението от баща си и добавя други феоди към собствените си, донесени като зестра от съпругата му Изабела Орсини, дъщеря на Раймондо, принц на Салерно, и на Елеонора Арагонска от графовете на Урджел. Поради този брак Джентиле Вирджинио става фаворит на Фердинанд I Арагонски, който го издига до длъжността на велик конетабъл. Заедно с братовчед си кардинал Джовани Батиста Орсини (* ок. 1450, † 1503) той е най-яростният противник на папите Инокентий VIII и Александър VI. Инокентий VIII възнамерява да замени Фердинанд I със суверен, по-верен на Църквата (Кралство Неапол на теория е църковен феод), който да контролира службите и приходите, идващи от тази територия. Поради тази причина папата търси всякакъв претекст, за да насърчи въстания или заговори срещу краля. Фердинанд I, от своя страна, е роден незаконен и винаги рискува властта му да бъде оспорвана. Въпреки това Инокентий VIII също се стреми да създаде семейна държава, затова той дава на сина си Франческето Чибо Графство Ангуилара – едно от най-важните феодални владения в Лацио. След смъртта на баща си Франческето се премества в Тоскана и продава графството на Джентиле Вирджинио, който го купува през 1492 г.
С възкачването на папския престол на Александър VI положението става мрачно. Папата планира да окупира Ангуилара и да неутрализира Фердинанд I. Той се съюзява с херцога на Милано Лудовико Сфорца, когото вика Шарл VIII. Опасявайки се от общ конфликт, Фердинанд I подтиква Джентиле Вирджинио да постигне споразумение с папата. Резултатът е споразумение, което е краткотрайно поради смъртта на Фердинанд I на 25 януари 1494 г. Херцогът на Милано сключва споразумение с Шарл VIII, който се убеждава в лесна победа над Алфонсо II Арагонски, който се смята за слаб. Александър VI заема двусмислена позиция, готов да извлече максимална лична изгода от всяка възникнала ситуация. Другите италиански държави, особено Венеция и Флоренция, се обявяват за неутрални. Шарл VIII идва в Италия със силна армия през септември 1494 г. Джентиле Вирджинио е поставен начело на папските войски на Романя, но е пленен от врага заедно с други членове на семейството си и постига споразумение с Шарл VIII: той избягва да се бие за французите, но позволява на децата си и други роднини да го правят така че в замяна получава защитата на Брачано и неговите държави. По този начин Джентиле Вирджинио не предава официално краля на Неапол и не безпокои твърде много папата.
Междувременно в Неапол Алфонсо II, наследникът на Фердинанд I, е принуден да абдикира и новият суверен Фердинанд II Арагонски се оказва с нападната държава, жертва на вътрешни борби. Столицата е незабавно окупирана и кралят се оттегля първо в Иския, а след това в Сицилия. Въпреки това в битката при Форново през 1495 г. Шарл VIII е победен и трябва да се върне във Франция. Междувременно Фердинанд II започва повторното завладяване на кралството. След битката Джентиле Вирджинио също успява да избяга и се оттегля в Брачано. На следващата година обаче той окончателно предава Фердинанд II, който конфискува активите му и се насочва към Абруцо, за да го освободи от бандите на семейство Колона. В Кралство Неапол нещата не вървят добре и френският върховен главнокомандващ Жилбер дьо Бурбон, граф на Монпансие, е принуден да се предаде унизително: той би могъл да спаси живота си и да получи пропуск за себе си и хората си, ако се предаде заедно с Орсини. Фердинанд II обаче не спазва споразумението и ги затваря. Джентиле Вирджинио е заведен в Кастел дел Ово в Неапол. Фердинанд II и Александър VI се съгласяват да го елиминират и господарят на Брачано е отровен през 1497 г. Смъртта му, свързаните с това конфискации и последвалото клане от 1503 г. водят до силно отслабване на семейството. Въпреки това смъртта на Александър VI и избирането на папи – приятели или роднини на Орсини (Юлий II, Лъв X и Климент VII) карат семейството да си отдъхне.
Синът на Джентиле Вирджинио, Джан Джордано (* ок. 1460, † 1517), е принц-помощник на Папския престол – квалификация, която издига клона на Брачано над останалите. Неговият правнук Вирджинио, граф на Ангуилара, е известен адмирал, първо папски, след това на заплата на Франция, след като феодалните му владения са конфискувани по обвинения в държавна измяна през 1539 г. Най-любопитното начинание на Вирджинио е сърдечното споразумение с турския пират Хайредин Барбароса – негов противник в походите в Африка.
През 1560 г. Паоло Джордано I (* 1541, † 1585) е направен първи херцог на Брачано. Той служи като капитан в битката при Лепанто. Жени се за дъщерята на великия херцог на Тоскана Козимо I де Медичи Изабела, която удушава от ревност през 1578 ф. След убийството бяга в Рим и започва връзка с Витория Акорамбони, съпруга на племенник на Сикст V, който е убит от негово име през 1583 г. След това друго убийство, преследван от папското правосъдие и убийците на Великия херцог на Тоскана, той бяга в Северна Италия с любовницата си, женейки се за нея през 1585 г. През декември същата година тя е убита от Лудовико Орсини ди Монтеротондо, който иска да отмъсти за смъртта на брат си Роберто, убит, защото е въвлечен във вражда с херцог Паоло Джордано. Лудовико е елиминиран няколко дни по-късно по заповед на венецианските власти, които са го арестували.
Синът на Паоло Джордано I – херцог Вирджинио (* 1572, † 1615) е награден с Ордена на Златното руно. Всичките му деца имат важна кариера или сключват важни бракове. Дъщерите  му Изабела (* 1597, † 1623), Мария Фелисия (* 1599, † 1666) и Мария Камила (* 1603, † 1685) се омъжват съответно за Херцог на Гуастала Чезаре II Гонзага, херцога на Монморанси Анри II и за Принца на Сулмона Маркантонио II Боргезе. Най-големият му син Паоло Джордано II (* 1591, † 1656) се жени за управляващата принцеса на Пиомбино и е издигнат до титлата на принц на Свещената Римска империя с квалификацията „Светло височество“ – титла, която го издига над всички останали римски принцове. Брат му Алесандро Орсини (* 1592, † 1626) е кардинал и папски легат в Романя, докато другият му брат Фердинандо († 1660) кара да се влеят в семейното имущество това на линията на Сан Джемини.
През XVII век херцозите на Брачано също напускат замъците си, за да се преместят в Рим, където поддържат много висок стандарт на живот, използвайки пълноценно своите феодални владения, отивайки да живеят в своите богати резиденции в Монте Джордано, Кампо дей Фиори и двореца в Паскуино. Въпреки това гладът, бандитизмът и широкоразпространената бедност сериозно навреждат на икономическото положение на семейството, така че между 1692 и 1696 г. последният принц и херцог Дон Флавио I (* 1620, † 1698), затрупан от дългове, е принуден да продаде всичките си най-важни владения. Брачано е закупен от семейство Одескалки. След смъртта му има съдебен спор между неговата вдовица Мари Ан дьо Ла Тремуй и семейство Орсини от Гравина относно наследяването на малкото феодални владения, които остават обвързани от фидекомиси и примогенитури.

##### Клон на Ментана и Аматриче
От кардинал Латино (* 1411, † 1477), син на Карло – основател на клона на Брачано, който наследява от баща си феодите Ментана, Селчи и Паломбара и който в младостта си има син Паоло (* 1450, † 1503), узаконен на смъртния му одър със съгласието на папа Сикст IV, за да наследи имението на баща си, произлиза клонът на Орсини ди Ментана и на принцовете на Аматриче.
```
Наполеоне II
 (+1282), 1-ви граф на 
Талякоцо
, господар на 
Виковаро
, Канталупо, Бардела и Марчелино
 │ ∞ Изабела да Понте, 
наследница на Бартоломео, граф на Талякоцо и Кастел Марино

 │
 └─> 
Джакомо
 (+1306), 2-ри граф на Талякоцо, господар на Виковаро, Канталупо, Бардела и Марчелино
     │ ∞ Матеуча Орсини, 
дъщеря на Рикардо от господарите на Монтеджордано
 
     │ ∞ Сабела/Сабелуча да Марцано, 
дъщеря на Рикардо, господар на 
Марцано

     │
     └─> 
Франческо
 (+1359), господар на 
Нерола
, 
Пачентро
 и 
Виковаро

         │ ∞ Джована Карачоло
         │
         └─> 
Джовани
 (+1393), господар на Нерола, Марчелино, Виковаро, Бардела, Канталупо, Пачентро, Монтемаджоре, 
Монтелибрети
 и 
Скандриля
, римски сенатор, господар на 
Селчи
 и Ламентана (1368)      
             │ ∞ Бартоломеа Спинели, 
дъщеря на 
Никола
, 1-ви граф на Джоя
 
             │
             ├─> Франческо ────>  Линия на Гравина
             │
             ├─> 
Джордано
 (+1438), архиепископ на 
Неапол
, кардинал
             │
             ├─> Орсино (+ 1456), господар на Сома и на 
Монтелибрети

             │
             └─> 
Карло
 (+ 1445), инвестиран с 
Брачано
, господар на 
Пачентро
, Ламентана, 
Форнело
, 
Сакрофано
, 
Селчи
, Кампаняно и Тревиняно, 
Поцуоли

                 │ ∞ Паола Джиронима Орсини 
от графовете на Талякоцо

                 │
                 └─> 
Наполеоне
 (+ 1480; 
брат му Роберто е баща на 
Алфонсина
, баба по бащина линия на 
Катерина де Медичи
), господар на Брачано, 7-и граф на Талякоцо и 
Алба
, барон на Чербара (1456) 
                     │ ∞ Франческа Орсини, 
дъщеря на Орсо, господар на 
Монтеротондо

                     │
                     └─> 
Джентиле Вирджинио
 (+ отровен 1497), 8-ми граф на Талякоцо и 
Алба
, барон на Чербара, господар на Брачано
                         │ ∞ Изабела Орсини, 
дъщеря на Раймондо, 1-ви принц на 
Салерно

                         │
                         └─> 
Джан Джордано
 (+ 1517), 9-и граф на Талякоцо и Алба, господар на Брачано
                             │ ∞ (1) Мария Чечилия Арагонска, 
извънбрачна дъщеря на краля на Неапол 
Фердинанд I

                             │ ∞ (2) 
Феличе дела Ровере
, 
извънбрачна дъщеря на папа 
Юлий II

                             │
                             ├─> (от 1) Наполеоне (+ убит от полубрат си Джироламо 1533), 
                             │
                             ├─> ...
                             │
                             └─> (от 2) 
Джироламо
 (+ 1545), господар на Брачано
                                 │ ∞ Франческа Сфорца, 
дъщеря на 
Бозио II
, граф на Санта Фиора

                                 │
                                 └─> 
Паоло Джордано I
 (1541-1585), 1-ви херцог на Брачано, 1-ви маркиз на Ангуилара 
                                     │ ∞ (1) 
Изабела де Медичи
, принцеса на Тоскана, 
дъщеря на 
Козимо I
, 
велик херцог
 на Тоскана

                                     │
                                     └─> 
Вирджинио
 (1572-1615), 2-ри маркиз на Ангуилара; 2-ри херцог на Брачано
                                         │ ∞ 
Флавия Дамашени Перети
, 
дъщеря на Фабио Перети, римски аристократ

                                         │
                                         ├─> 
Паоло Джордано II
 (1591-1646), 3-ти маркиз на Ангуилара; 3-ти херцог на Брачано
                                         │ ∞ принцеса 
Изабела Апиано
, маркиза на 
Папулония
, 
дъщеря на принц Алесандро I (със сигурност е потомка на 
Фердинанд I
, във всеки случай на 
Алфонсо V
)

                                         │
                                         ├─> принц епископ 
Алесандро
 (1593-1626), кардинал
                                         │
                                         │
                                         └─> принц 
Фердинандо
 (+1660), 4-ти херцог на Брачано
                                             │ ∞ Джустиниана Орсини ди Сан Джемини, 
дъщеря наследница на Джовани Антонио, 1-ви принц на 
Скандриля
, 2-ри херцог на 
Сан Джемини
, граф на 
Нерола

                                             │
                                             ├─> принц 
Вирджинио
 (1615-1676), кардинал
                                             │
                                             └─> принц 
Флавио I
 (1620-1698), 1-ви принц на Нерола (1642), 4-ти маркиз на Ангуилара (1646), 5-ти херцог на Брачано, 5-ти херцог на Сан Джемини
                                                ∞ (1) Иполита Лудовизи, 
дъщеря на Орацио Лудовизи, сестра на 
Николо
, херцог на 
Фиано
, и вдовица на Джорджо Алдобрандини, 2-ри принц на 
Сарсина

                                                ∞ (2) 
Мари-Ан дьо ла Тремуй
 (нар. 
принцеса дез Урсен
), 
дъщеря на 
Луи II дьо ла Тремуй
, херцог на 
Ноармутие
```

#### Линия на Нола
Първият клон на линията на графовете на Нола произлиза от Романо (* 1270, † 1327), син на Джентиле II († сл. 1319) – господар на Питиляно. Неговият син Гуидо († 1348) поставя началото на линията на графовете на Питиляно. Клонът завършва с Раймондо (* 1459), 1-ви принц на Салерно и 1-ви херцог на Амалфи, който дава началото на линията на Салерно. Един друг Раймондо (1361, † 1406), наречен Раймондело и съпруг на Мария д'Ангиен, дава началото на линията на принцовете на Таранто.
Вторият клон на линията на графовете на Нола започва с Джентиле († 1434), 6-и граф на Нола и син на Алдобрандино († 1384) – 2-ри граф на Питиляно. Клонът изчезва с Раймондо († 1486), 8-и граф на Нола, чиито титли са конфискувани поради съмнения за незаконно бащинство.

#### Линия на Гравина
Днес единствената оцеляла линия на семейството е тази на Гравина, произлизаща от Франческо († 1456), син на Джовани де Брачано († 1393) – господар на Виковаро. Родоначалникът на тази линия имал своите феодални владения главно в Северен Лацио и заема позицията на вечен префект на града, когато през 1418 г. е призован в Неапол от Серджани (Джовани) Карачоло да се бие срещу анжуйските войски, които той побеждава на 28 септември 1418 г. По-късно се жени за богатата пулийска наследница Маргарита дела Мара, която му донася Графство Гравина и много други владения като своя зестра. През 1421 г. той е сред поддръжниците на осиновяването на Алфонсо V Арагонски от Джована II Анжуйска-Драчка. Алфонсо V го възнаграждава с Графство Копертино, към което са добавени тези на Конверсано и Кампаня. Той сключва втори брак с Илария Шилато и тя му донася феода Чепалони като своя зестра. Той също е феодал на Теранова-Фосачека и Монтеверде в Кампания. Той е издигнат от крал Алфонсо V в херцог на Гравина през 1436 г. – титла, която е окончателно потвърдена на сина му Джакомо, наречен Якобело († 1472). Двама от неговите извънбрачни синове – Марино († 1471) и Джовани Батиста († 1476), стават съответно архиепископ на Таранто и велик магистър на Ордена на Свети Йоан от Йерусалим.
Четвъртият херцог Франческо (* 1455, † 1503) е удушен по заповед на Чезаре Борджия. Един от неговите внуци – Флавио Орсини (* 1532, † 1581), е направен кардинал през 1565 г.
Испанците конфискуват всички феоди заради углавни престъпления на 5-ия херцог Фердинандо I († 1549), който е започнал строителството на Палат „Орсини ди Гравина“ в Неапол, където семейството се установява, успявайки да ги възстанови след заплащане на компенсация от 40 000 дуката.
Джулия Орсини (* ок. 1550, † 1609), дъщеря на Антонио († 1553) – 6-ти херцог, и на Феличе Сансеверино, се бори да бъдат признати правата ѝ на принцеса на Бизиняно (1608), но умира малко след това, вероятно отровена.
След смъртта на херцог Микеле Антонио I († 1627) без наследници Херцогство Гравина преминава към сестра му Феличе Мария, която го продава на братовчед им Пиетро Франческо, наречен Дукапатри († пр. 1641), граф на Муро Лукано. Неговият племенник Пиер Франческо (* 1649, † 1730) се отказва от наследството през 1668 г., за да стане доминиканец с името Винченцо Мария. Той е архиепископ на Беневенто, след това кардинал и след това папа с името Бенедикт XIII. По време на своя понтификат той легитимира семейния си клон да наследи линията Орсини от Брачано, която изчезва в Рим в края на XVII век, също и в прерогатива на принц-помощника на Папския престол, за която титла те трябва да закупят феода Рокагорга от Шипионе Джинети Ланчелоти за 65 000 скуди около 1722 г., установявайки се в двореца Монте Савело. Благодарение на тези нови избори на папския престол важността на семейството видя ново нарастване на престижа. Семейството обаче пристига в Рим в бедни финансови условия след неуспешното придобиване през 1767 г. на това, което е останало от Херцогство Брачано и от наследството на Княжество Аматриче, спрямо чиито наследници, също Орсини, те са спечелили значителна кредитна експозиция. Тази експозиция повече не е възстановена след правния сблъсък с Медичите, които надделяват при придобиването на княжеството, което след това става част от държавите на Медичите и на Фарнезе.
Неговият наследник издига племенника на Бенедикт XIII, принц Фердинандо Бернуалдо Филипо Орсини Арагонски (* 1685, † 1734), в длъжност принц-помощник на Папския престол (титлата се запазва до 1958 г.), след като император Карл VI вече го е направил принц на Свещената Римска империя през 1724 г. Внукът на Бенедикт XIII – херцог Доменико II Орсини (Доменико Орсини Арагонски) (* 1719, † 1789) изоставя всички семейни позиции и полага своите обети. Той е последният кардинал на дома.
През 1806 г. Орсини губят феодалните си права върху владението Гравина. Принц Филипо Бернуалдо II (* 1742, † 1824) е последният феодален херцог поради загубата на всички владения чрез подривните закони за феодализма. Семейните титли остават, включително тези на римските принцове и S.R.I., които петимата му синове Франческо, Марино, Джачинто, Фердинандо и Бенедето предават на своите потомци. Предаването на титлата не е прерогатив на техните сестри Мария Антония, съпруга на принц Джакомо Салуцо, и Паола, съпруга на херцог Франческо Карафа.

##### Клон на Солофра
Принц Филипо Бернуалдо II (* 1742, † 1824) дава на своя внук Доменико III (* 1790, † 1874), син на неговия син Доменико (* 1765, † 1790), починал преждевременно, титлата „принц на Солофра и Валата“. С упадъка на феодалния режим Орсини се оказват изправени пред сериозни икономически затруднения, така че през 1823 г. принц Доменико III се жени за Мария Луиза Торлония, дъщеря на много богатия херцог на Брачано Джовани Раймондо. През 1850 г. Доменико III е военен министър, генерал-лейтенант на папската армия и сенатор на Рим. Той има четири дъщери и оставя титлата на сина си Филипо Орсини Сардзина Гравина (* 1842, † 1924). 
Сегашният представител на този клон е Доменико Наполеоне Орсини (* 1956), 19-ти херцог на Гравина и 10-ти принц на Солофра, който през 2012 г. успява да изкупи обратно част от двореца „Орсини-Савели“ в Рим (построен върху театъра на Марцел) на т. нар. Монте Савело.
```
Франческо
 (+ 1456), 1-ви граф (1417), после 
1-ви херцог
 (1436) на Гравина (1436-1456)
 │ ∞ (1) Маргерита дела Мара, 
дъщеря на Елиджо дела Мара, господар на 
Серино
 и 
Барлета
, вдовица на Перето д’Андреа, граф на 
Троя
 
 │ ∞ (2) Илария (Флавия) Шилато, 
господарка на 
Чепалони
, дъщеря наследница на Угоне Шилато, господар на Чепалони и 
Чирчело
, вдовица на Якопо Антонио дела Мара, господар на 
Серино
        
 │
 └─>(от 2) 
Джакомо
, нар. 
Якобело
 (+ 1472), 
2-ри херцог
 на Гравина (1456-1472)
     │ ∞ Звева Гаетани дел’Акуила, 
извънбрачна дъщеря на Руджеро, съгосподар на 
Сермонета

     │
     └─>
Раймондо
 (+ 1488), 
3-ти херцог
 на Гравина (1472 – 1488)
         │ ∞ Джустиниана Орсини, 
дъщеря на Лоренцо от господарите на 
Монтеротондо

         │
         └─> 
Франческо
 (+ убит от 
Чезаре Борджия
 1503), 
4-ти херцог
 на Гравина ̈(1488-1503)
             │ ∞ Мария Тодескини Пиколомини Арагонска (* ок. 1460 + ?), 
дъщеря на Антонио, 1-ви херцог на 
Амалфи
, и на Мария Арагонска
 
             │
             └─> 
Фердинандо I
 (
Феранте
) (+ 1549), 
5-и херцог
 на Гравина (с конфискувани феоди, на възстановени) ̈(1503-1549)
                 │ ∞ (1) Анджела Бранаи Кастриота, 
извънбрачна дъщеря на Джовани, 2-ри херцог на 
Ферандина

                 │ ∞ (2) Беатриче Ферило, 
дъщеря наследница на Джовани Алфонсо, граф на 
Муро Лукано

                 │
                 ├─>...
                 │
                 ├─>(от 2) 
Антонио
 (+ 1553), 
6-и херцог
 на Гравина ̈(1549-1553)
                 │    │ ∞ Феличе 
Сансеверино
 Арагонска, 
дъщеря на Пиетро Антонио, 4-ти принц на           
Бизиняно
 
                 │    │
                 │    └─> 
Фердинандо II
 (1538-1583), 
7-и херцог
 на Гравина ̈(1553-1583)
                 │        │ ∞ (1) 
Вирджиния дела Ровере
, 
принцеса на Урбино, дъщеря на 
Гуидобалдо II дела Ровере
, вдовица на Федерико 
Боромео
, граф на 
Арона
                 
                 │        │ ∞ (2) Костанца Джезуалдо, 
дъщеря на Луиджи IV, 1-ви принц на 
Веноза

                 │        │
                 │        ├─>(от 2) 
Микеле Антонио I
 (+ 1627), 
8-и херцог
 на Гравина ̈(1583-1627)
                 │        │
                 │        └─>(от 2) 
Феличе Мария
 (+ 1647), 
9-та херцогиня
 на Гравина (1627), 
                      
│                  продава и се отказва в полза на братовчед си Пиетро Франческо

                 │
                 └─>(от 2) 
Остилио
 (1543-1579), господар на 
Солофра
 (1558)
                      │ ∞ (1) Дианора Карачоло, 
дъщеря на Фердинандо, 1-ви херцог на 
Феролето

                      │ ∞ (2) Диана дел Туфо, 
дъщеря на Паоло, барон на 
Валата
 и 
Виетри
 
                      │
                      └─>(от 2) 
Пиетро Франческо
, нар. 
Дукапатре
 (+ 1641), 
10-ти херцог
 на Гравина (1635-1641)
                          │ ∞ Доротеа Орсини, 
наследница на Солофра и на 
Муро Лукано

                          │
                          ├─>...
                          │
                          └─> 
Фердинандо III
, нар. 
Феранте
 (1623-1658), 
11-ти херцог
 на Гравина ̈(1641-1660), 2-ри принц на Солофра и по-късно на 
Галучо

                              │ ∞ Джована Франджипани дела Толфа, 
дъщеря на Карло, 2-ри херцог на Грумо

                              │
                              ├─> 
Пиетро Франческо
 (1649-1730), 
12-ти херцог
 на Гравина, 3-ти принц на Солофра и на Галучо, папа 
Бенедикт XIII
 (1724-1730)
                              │
                              └─> 
Доменико
 (1652-1705), 
13-ти херцог
 на Гравина ̈(1668-1705), 4-ти принц на Солофра, 1-ви принц на 
Валата
 (1674)
                                  │ ∞ (1) Луиджа Палуцо Алтиери, 
дъщеря на Анджело Албертони Алтиери, принц на Разина

                                  │ ∞ (2) Иполита ди Токо, 
дъщеря на Леонардо VI, господар на 
Апиче

                                  │
                                  ├─>...
                                  │
                                  └─>(от 2) 
Фердинандо Бернуалдо II
 (1685-1734), 
14-ти херцог
 на Гравина ̈(1705-1734), 5-ти принц на Солофра, 2-ри принц на Валата, 1-ви принц на 
Рокагорга
 (1724)
                                      │ ∞ (1) Джована Карачоло, 
дъщеря на Джузепе, 3-ти принц на 
Торела

                                      │ ∞ (2) Джачинта Марескоти Русполи, 
дъщеря на Франческо, 1-ви принц на 
Черветери

                                          │

                                      └─>(от 2) 
Доменико II
 (1719-1789), 
15-и херцог
 на Гравина (1734-1743),  6-ти принц на Солофра, 3-ти принц на Валата, 2-ри принц на Рокагорга
                                          │ ∞ принцеса Анна Паола Фламиния Оделаски, 
дъщеря на принц Балдасаре, херцог на 
Брачано

                                          │
                                          └─> 
Филипо Бернуалдо II
 (Амедео)
 (1742-1824), 
16-и херцог
 на Гравина (1743-1814), 7-и принц на Солофра, 4-ти принц на Валата, 3-ти принц на Рокагорга
                                              │ ∞ Мария Тереза Карачоло, 
дъщеря на Марино Франческо, 7-и принц на 
Авелино

                                              │
                                              └─> 
Доменико
 (1765-1790), принц на Солофра 
                                                  │ ∞ Фаустина Карачоло, 
дъщеря на Джузепе, 6-и принц на 
Торела

                                                  │
                                                  └─> 
Доменико III
 (1790-1874),  
17-и херцог
 на Гравина,  8-и принц на Солофра, 5-ти принц на Валата, 4-ти принц на Рокагорга, римски принц (1854)
                                                      │ ∞ Мария Луиза Торлония, 
дъщеря на Джовани, херцог на 
Поли
 и Гуаданьоло
 
                                                      │
                                                      └─> 
Филипо
 (1842-1924), 
18-и херцог
 на Гравина,  9-и принц на Солофра, 6-ти принц на Валата, 5-ти принц на Рокагорга, римски принц 
                                                          │ ∞ Джулия, 
графиня Хойос-Венкхайм, дъщеря на граф Енрико

                                                          │
                                                          └─> 
Доменико Наполеоне
 (1868-1947), 
19-и херцог
 на Гравина,  10-и принц на Солофра, 7-и принц на Валата, 6-и принц на Рокагорга, римски принц 
                                                              │ ∞ (1) Мария Доменика Варо, 
дъщеря на граф Доменико
 
                                                              │ ∞ (2) Лаура Шварц (1883- +), 
вдовица на сенатор Ровер

                                                              │   
                                                              └─>(от 1) Вирджинио (1892-1972) 
                                                                  │ ∞ Аделе Пенса (1896-1979)
                                                                  │   
                                                                  └─> Филипо (1920-1984) 
                                                                      │ ∞ Франческа Романа Бонакоси, 
дъщеря на маркиз Таино, граф на 
Костабисара

                                                                      │   
                                                                      └─> Доменико Наполеоне (р. 1948) 
                                                                          │ ∞ Мартин Бернем, 
дъщеря на банкера Антоан Бернем

                                                                          │   
                                                                          └─> Леонция (р. 1978)
                                                                              │ ∞ Франсоа-Ксавие Диаз Рикар (р. 1971).
                                                                              │   
                                                                              └─> Инес Диаз Орсини (р. 2002)
                                                                              └─> Диего Пол Антоан Орсини (р. 2005).
```

## Основни представители

#### Папи
В хронологичен ред:
- Целестин III
- Николай III (Джовани Гаетано Орсини, кардинал от 1244 г.)
- Бенедикт XIII (Пиетро Франческо Орсини, който става кардинал през 1672 г.)

#### Кардинали
В хронологичен ред и с годината на назначаване, отбелязана в скоби:
- Пиетро Орсини (1181)
- Матео Рубео Орсини (1262)
- Латино Малабранка Орсини (1278)
- Джордано Орсини (1278)
- Наполеон Орсини (1288 )
- Франческо Наполеоне Орсини (1295)
- Матео Орсини (1327)
- Риналдо Орсини (1350)
- Джакомо Орсини (1371)
- Пончело Орсини (1378)
- Томазо Орсини (1382 или 1385)
- Джордано Орсини (1405)
- Латино ди Карло Орсини (1448)
- Козма Орсини (1480)
- Джовани Батиста Орсини (1483)
- Франчото Орсини (1517)
- Флавио Орсини (1565)
- Алесандро Орсини (1615)
- Вирджинио Орсини (1641)
- Доменико Орсини Арагонски (1743)

#### Други представители
- Алфонсина Орсини (1472-1520), съпруга на Пиеро II Злочестия
- Клариса Орсини ( 1453-1488), съпруга на Лоренцо Великолепни
- Джеролама Орсини (1503 - 1570 ), благородничка
- Йоан II Орсини, граф на Кефалония и Закинтос и деспот на Епир от 1323 до 1335 г.
- Джовани Антонио Орсини дел Балцо (1401-1463), кондотиер, принц на Таранто, херцог на Бари и граф на Лече
- Джовани Батиста Орсини (?- 1476), Велик магистър на Ордена на рицарите на Родос (по-късно Малтийски) от 1467 до 1476 г.
- Латино Орсини (1530 - 1580), кондотиер и военен теоретик
- Лаура Орсини (1492 - 1530), благородничка
- Мондилио Орсини (1690-1751), архиепископ на Капуа от 1728 до 1743 г., племенник на папа Бенедикт XIII
- Наполеоне Орсини (1420 - 1480), кондотиер
- Никифор II Орсини (1329 - 1359), кондотиер и деспот на Епир
- Паоло Орсини (1369 - 1416), кондотиер, владетел на Галезе и генерален капитан на Църквата
- Паоло Джордано I Орсини (1541 - 1585), 1-ви херцог на Брачано от 1560 г.
- Пиетро Джанпаоло Орсини (?- 1443), кондотиер
- Пиерфранческо Вичино Орсини (1523-1585), херцог на Бомарцо
- Раймондо Орсини дел Балцо (1361 - 1406), кондотиер, принц на Таранто и херцог на Бари
- Риналдо Орсини (1402-1450), кондотиер и господар на Пиомбино
- Риналдо Орсини, архиепископ на Флоренция от 1474 до 1508 г.
- Роберто Орсини, лидер, херцог на Талякоцо, граф на Албе и велик конетабъл на Кралство Неапол
- Вирджинио Орсини (1572-1615), 2-ри херцог на Брачано

## Резиденции
По-долу е даден непълен списък на домовете, обитавани от семейство Орсини:
- Замък Орсини-Колона в Авецано
- Замък Орсини-Одескалки в Брачано
- Херцогски замък „Орсини“ във Фиано Романо
- Замък „Орсини“ в Морлупо
- Замък „Орсини“ в Нерола
- Замък „Орсини-Чези-Боргезе“ в Сан Поло дей Кавалиери
- Замък Орсини в Сориано нел Чимино
- Херцогски дворец в Талякоцо
- Дворец „Орсини“ в Бомарцо
- Дворец Орсини в Геди
- Дворец Орсини в Гравина
- Дворец Орсини в Личенца
- Дворец „Орсини“ в Милано
- Дворец „Орсини“ в Монтеротондо
- Дворец „Орсини“ в Муняно ин Теверина
- Дворец „Орсини“ в Неапол
- Дворец „Орсини“ в Питиляно
- Дворец „Орсини“ в Сорано
- Херцогски дворец „Орсини“ в Солофра
- Кралски дворец „Орсини“ в Нола
- Дворец „Орсини“ във Фара Сабина

- Замък „Орсини-Колона“ (Авецано
- Замък „Корсини-Одескалки“ (Брачано)
- Херцогски замък „Орсини“ (Фиано Романо)
- Замък на Орсини (Морлупо)
- Замък „Орсини“ (Нерола)
- Замък „Орсини-Чези-Боргезе“ (Сан Поло дей Кавалиери)
- Замък „Орсини“ (Сориано нел Чимино)
- Херцогски дворец (Талякоцо)
- Дворец „Орсини“ (Бомарцо)
- Дворец „Орсини“ (Геди)
- Дворец „Орсини“ (Гравина)
- Дворец „Орсини“ (Личенца)
- Дворец „Орсини“ (Милано)
- Дворец „Орсини“ (Монтеротондо)
- Дворец „Орсини“ (Неапол)
- Дворец „Орсини“ (Питиляно)
- Дворец „Орсини“ (Сорано)
- Дворец „Орсини“ (Фара Сабина)

## Връзки
- Натѐли

## Обяснителни бележки
1. ↑  Произходът на Орсини се губи в легендите. Бовио поставя като основател на рода някой си Мандила, син на готски капитан, хранен като бебе с мляко на мечка (на лат. urs) и затова наречен Орсино. Джузепе дe Новес говори за Кай Урс Флавий, дори от времето на император Констанс. Но е сигурно, че едва през 998 откриваме споменати в Рим Урсус де Баро, а през 1032 - Константин Урси, и че семейството определено излиза от сенките в края на 12 век и по-специално с Орсо ди Бобоне, който може да се счита за най-сигурният родоначалник на семейството. Вж. в Enciclopedia Treccani (Raffaello Morghen).
2. ↑  Монтедроеджано е римски квартал, където се е намирала семейната крепост
3. ↑  Неуспешното дело за опит за възстановяване на фидекомес-а Орсини, заведено от наследниците на линията на Гравина пред папските съдилища, продължава поне 50 години. По въпр. вж. документите в Държавния архив на Рим Archivio di Stato di Roma, Archivio Odescalchi (famiglia), n.417
4. ↑  Терминът идентифицира комплекс от притежания, състоящ се от поредица от феодални и патримониални активи с различен произход, разположени предимно в Абруцо. Те са наследени от Карлос III, инфант от Испания, по-късно крал на Неапол, от майка му Изабела Фарнезе, която е последната от Дом Фарнезе и наследница на активите на този дом. Тя е наследница на Държавите на Фарнезе, произхождащи от наследството, направено през 1539 г. от Карл V в полза на неговата извънбрачна дъщеря Маргарита Австрийска – бивша вдовица на Алесандро де Медичи и тогава съпруга на Отавио Фарнезе; тя също така става наследница на активите, които семейство Медичи притежава в Абруцо, след смъртта на последния наследник на Дом Медичи Джан Гастоне през 1737 г.
5. ↑  Дългият съдебен процес, воден в Неапол между 1716 и 1723 г., произтичащ от притежанието на Княжество Аматриче, оспорвано между Медичите и предишните кредитори Орсини от Гравина, които се хвалят с кредит върху княжеството, продадено като гаранция с кралско съгласие от починалия Алесандро Орсини, оценено сред 500 000 и 600 000 дуката, представлявани от адвоката Алфонсо Мария де Лигуори, който губи конфронтацията с адвокатите на Медичите, е причината последните да изоставят адвокатската професия, за да прегърнат църковния живот; вж. Théodule Rey-Mermet, Il santo del secolo dei lumi: Alfonso de' Liguori (1696-1787), Parigi, 1982, с. 147-160.
6. ↑  Законите за подкопаване на феодализма, наричани още „подривни закони за феодализма“ (на итал. Leggi eversive della feudalità), са законодателни мерки, приложени между 1806 и 1808 г., с които Жозеф Бонапарт, крал на Неапол и брат на Наполеон, премахва феодализма в Кралство Неапол по време на т. нар. Френско десетилетие. Автор на законите е тогавашният министър на правосъдието маркиз Микеланджело Чианчули.